# ايلكدة (غويجة بل)
ايلكدة (بالفارسية: ایلکده) هي منطقة سكنية تقع في إيران في قسم غويجة بل الریفي. يقدر عدد سكانها بـ 52 نسمة .